# Stephen McGinn
Pour les articles homonymes, voir McGinn.
Stephen McGinn (né le 2 décembre 1988 à Glasgow), est un ancien footballeur écossais. Ses frères John McGinn et Paul McGinn sont aussitôt footballeurs internationaux.

## Biographie

### Watford
McGinn est recruté par Watford le 15 janvier 2010 pour une durée de deux ans et demi. Au bout de deux ans, il est prêté un mois à Shrewsbury Town, club avec lequel il recommence à jouer, étant resté près de deux mois sans prendre part à la moindre rencontre en raison d'une grave blessure.

### Wycombe
Le 2 août 2015, il rejoint Wycombe.

### Retour en Écosse
Le 27 janvier 2017, il rejoint Saint Mirren.
Le 16 septembre 2020, il rejoint Hibernian.

## Statistiques
| Saison      | Club            | Pays                    | Championnat        | Coupes nationales |
| ----------- | --------------- | ----------------------- | ------------------ | ----------------- |
| 2006 - 2007 | Saint Mirren    | Scottish Premier League | 4 matchs / 1 but   | -                 |
| 2007 - 2008 | Saint Mirren    | Scottish Premier League | 25 matchs / 2 buts | 3 matchs          |
| 2008 - 2009 | Saint Mirren    | Scottish Premier League | 27 matchs / 1 but  | 4 matchs          |
| 2009 - 2010 | Saint Mirren    | Scottish Premier League | 18 matchs / 3 buts | 3 matchs / 1 but  |
| 2009 - 2010 | Watford         | Championship            | 9 matchs           | -                 |
| 2010 - 2011 | Watford         | Championship            | 29 matchs / 2 buts | 4 matchs          |
| 2011 - 2012 | Watford         | Championship            | -                  | -                 |
| 2012 - 2013 | Watford         | Championship            | -                  | -                 |
| 2012 - 2013 | Shrewsbury Town | League One              | 2 matchs           | -                 |

Dernière mise à jour le 16 janvier 2013

## Palmarès
- Saint Mirren
  - Champion de Scottish Championship (D2) : 2018

- Kilmarnock
  - Champion de Scottish Championship (D2) : 2022

- Falkirk
  - Champion de Scottish League One (D3) : 2024

### Distinctions personnelles
- Membre de l'équipe-type de Scottish Championship en 2018